# ルドルフ・ターキー
『ルドルフ・ターキー』は、長蔵ヒロコによる日本の漫画作品。『Fellows!』（エンターブレイン）Vol.25より連載を開始。Fellows!』が2013年2月に『ハルタ』に誌名を変更した後も継続して連載され、Vol.49をもって完結した。

## あらすじ
時は1950年代、アメリカ合衆国ネバダ州の（架空の）娯楽都市ゴンドランド（Gondland）にて市長代理を務めるルドルフ・ターキーがひとくせある秘書や、ニューヨーク市警も巻き込んで、世界のマフィアを相手に金と権力を持って暴れまわる。
次期市長候補になろうとするルドルフを快く思わないマフィアたちは「ミスター・ゴンドランド」という謎の人物が賞金をかけた「ルドルフ暗殺計画」に便乗する。また、ルドルフの対抗馬として若き市議会議員であるベンジャミン・ベアを擁立する。
ベンジャミン・ベアとの争いも一段落したとき、外遊中だった現市長にしてルドルフの父親であるジョン・ターキーが帰国するが、その時、副市長だったギル・ゴートがついに牙を剥く。

## 登場人物
ルドルフ・ターキー
本作の主人公。29歳。砂漠の中の一大娯楽都市ゴンドランドの市長代理。ターキー家の御子息で金持ち。損得勘定で動き、女癖が悪く強欲傲慢、傍若無人な態度で周囲の人間を振り回しているがラパン姐には形無し。
基本的な戦闘は秘書であるモモコとエグマリヌに任せるが、自身もボクシングスタイルで戦うこともあり戦闘力は高い。
いろいろな事に長けているが（バイオリン演奏や料理、各種競技など）、全てが2位で、1位になれたことがなかった。
ラパン・コルヌ
西のオアシスともいわれている褐色肌に金髪の美人バーテンダー。ルドルフのことを坊やと呼び彼からのアプローチを大人の余裕でかわす。出身はアメリカで父親はフランス人。金髪の髪は父親ゆずりで、地毛である。
ゴンドランド西部で亡くなった母が営んでいたバー「キャットウォーク」を引き継いでいる。プロポーションは抜群であり、ラパン目当てに来店する男性客も多い。
モモコ・カモガワ
市長代理・第一秘書。22歳。アメリカの短大卒業後ヘッドハンティングされる。日本武術の使い手で情報処理を得意とする。本名・鴨川桃子。大阪府出身。鴨川組の一人娘。ルドルフに好意があるような描写が度々ある。
エグマリヌ
市長代理・第二秘書。推定19歳。通称エグマ。元孤児で10年前にルドルフに拾われ、字の書き方や戦闘の英才教育を受ける。普段は優男だが命令を実行する際やルドルフ(ご主人様)に危害を与える者の排除には人が変わる。左目が髪で隠れているが、その昔にルドルフを守るために硫酸を浴びたためである。
エグマリヌ（アクアマリンのフランス語Aigue-marine）はルドルフが与えた名前である。
ペイル・パイソン
ニューヨーク市警の警部。30歳。ルドルフの暗殺事件を担当。ルドルフとは腐れ縁（親友）。洞察力が非常に高い。また語学力もあり、日本でいる数日間の間に日本語を覚えてしまった。しかし、体力は無い。
ヴェルメリオ・ヴォルフ
ニューヨーク市警の巡査。29歳。ニックネームはヴェオ。ルドルフの暗殺事件を担当。料理が得意。ルドルフとは腐れ縁（親友）。ペイルとは違って肉体派。
ギル・ゴート
副市長。独身。
ベンジャミン・ベア
若き市議会議員。ルドルフに対抗する次期市長候補としてマフィアたちに担がれる。ベア家は代々議員を輩出しており、財産もある、マフィアの一つグリズリー・ファミリーを配下に持つ。
ジェニー・ピジョン
ターキー家に匹敵する富豪の家の娘。ルドルフとは婚約者だったこともある。
ルドルフが次期市長候補に名乗りを挙げた際に、未来の市長夫人となるべく、ルドルフの元に戻ってくる、
ジョン・ターキー
ルドルフの父親にして、現市長。ゴンドランド市からマフィアの一掃を目標としている。そのため、マフィアから命を狙われており、物語当初からかなりの期間は海外視察の名目で避難していた。
ハミングバード
ラパンの友人。ゴンドランド南部の歌姫。ギル・ゴートが好みで関係を持つ。ギル・ゴートのほうもハミングバードが歌う際には向こう10年間、花束を届けるよう花屋に注文を行っていた。
スワン
ラパンの友人。ゴンドランド東部のトップダンサー。エグマリヌが好みでデートしたこともあるが、最後の一線は（エグマリヌが逃げ出すため）超えていない。
レパード
ラパンの友人。ゴンドランド北部のトップダンサー。既婚者であるが兵士であった夫とは死別。ペイルが好みでベッドを共にしたこともある。

## 書誌情報
- 長蔵ヒロコ 『ルドルフ・ターキー』 〈エンターブレイン〉、全7巻
  1. 2013年5月15日発売、ISBN 978-4-04-728928-4
  2. 2013年10月15日発売、ISBN 978-4-04-729223-9
  3. 2014年8月11日発売、ISBN 978-4-04-729852-1
  4. 2015年7月15日発売、ISBN 978-4-04-730610-3
  5. 2016年5月14日発売、ISBN 978-4-04-734134-0
  6. 2017年2月15日発売、ISBN 978-4-04-734412-9
  7. 2017年12月15日発売、ISBN 978-4-04-734819-6